# Сен-Люк, Франсуа д’Эспине
Франсуа д’ Эспине, сеньор де Сен-Люк, Дезай и де Бюзанкур, барон де Кревкер по прозвищу Отважный (фр. François d'Espinay de Saint-Luc dit le Brave; 1554 — 8 сентября 1597, Амьен) — один из любимейших миньонов короля Генриха III. Начальник королевской артиллерии (1596). Кавалер Ордена святого Духа. Потомок древней нормандской фамилии.

## Биография
Первое упоминание о нём относится к 1575 году, хотя известно, что Сен-Люк находился в свите Генриха, когда тот правил Польшей. Взойдя на французский престол, король подарил своему любимцу замок Розуа-ан-Бри.
Известно также, что после казни своего любовника де ла Моля сестра короля, Маргарита, обратила свой взгляд на красавчика Сен-Люка, и он недолгое время (до знакомства Марго с Бюсси д’Амбуазом) был её фаворитом.
По свидетельству Брантома, Сен-Люк был «очень храбрым, мужественным и хорошим капитаном». Он участвовал во взятии Ла-Шарите (1577) и, говорят, пробовал в одиночку штурмовать Ла-Рошель. Близостью к королю и дружбой с графом Келюсом и сеньором де Бюсси он навлек на себя гнев Лиги. В 1578 году он женился на дочери маршала де Коссе-Бриссака Жанне (1560—1602). Брак был заключен по расчёту: Брантом пишет, что невеста была «некрасива, горбата и уродлива» (хотя этот факт недоказуем). Ко времени женитьбы Сен-Люк уже командовал Пьемонтским гвардейским полком, а чуть позже стал и во главе пикардийцев. Правда, эти чины не приносили ни новых титулов, ни состояния: тщеславный юноша рассчитывал на должность королевского шталмейстера как на подарок ко дню свадьбы, но не получил обещанного: за дочерью шталмейстера, графа Шабо-Шарни, стал ухаживать Анн де Жуайез, и старик завещал свою должность ему. Сен-Люк затаил обиду на короля, допустившего такой обман.
В феврале 1580 года он окончательно покинул двор и вынужден был удалиться в свои новые владения, Сентонж и Бруаж. Причиной опалы якобы стала болтливость фаворита: Сен-Люк рассказал жене о романе Генриха III с некоей монахиней из Пуасси. Вдобавок его самого застали полураздетым в спальне королевы: испуганная и оскорбленная Луиза не преминула пожаловаться своему супругу. Королю ссылка показалась небольшим наказанием. Он арестовал жену Сен-Люка и всё его имущество и даже хотел судиться с бывшим миньоном, обвиняя его в оскорблении королевского величества и пытаясь вернуть Бруаж. Ничего в итоге не добившись, Генрих отпустил Жанну на свободу и даже выдал ей денежную компенсацию за моральный ущерб.
Вполне возможно, что Сен-Люк и его жена сами спровоцировали разрыв с королевским двором, не дождавшись от монарха обещанных милостей.
Ещё более вероятной причиной ссоры короля и миньона выглядит соперничество Сен-Люка с другим любимчиком Генриха, графом Франсуа д’О. Как бы то ни было, Сен-Люк вскоре стал смотрителем гардероба монсеньора герцога Анжуйского, что заставляет подозревать его в симпатии к брату короля.
После смерти герцога он примкнул к лигистам и принял участие в религиозных войнах. В 1585 году Сен-Люк храбро оборонял Бруаж (который, вопреки воле короля, не собирался покидать) от войск принца Конде. В 1586 году взял Иль-д’Олерон и захватил в плен Агриппу д’Обинье. Сражался в битве при Кутра (1587), обернувшейся разгромом католиков. Примкнув к Генриху Наваррскому, он добился чина генерал-лейтенанта Бретани и способствовал приходу Генриха к власти. От его имени Сен-Люк вёл переговоры о капитуляции столицы с парижским наместником, ставленником Лиги Шарлем II де Бриссаком — то есть со своим шурином. В пользу примирившегося с Генрихом Бриссака Сен-Люк отказался от маршальского жезла, а сам стал начальником королевской артиллерии.
Отличившись на полях сражений с испанцами, Сен-Люк погиб во время штурма Амьена 8 сентября 1597 года.
Его владения и титулы перешли к их с Жанной старшему сыну Тимолеону, сражавшемуся плечом к плечу с отцом. Младший сын, Артюр, впоследствии стал епископом Марсельским.

## В литературе
Благородный и отважный Сен-Люк — один из главных героев романа Александра Дюма-отца «Графиня де Монсоро»: самая первая сцена романа — свадьба Франсуа и Жанны. Пламенная любовь романного Сен-Люка к своей супруге – вымысел, а вот знаменитая сцена, в которой миньон, притаившись рядом со спальней короля, пугает его «Гласом Божьим» (вопит в трубку сарбакана: «Кайся, грешник!»), имела место на самом деле. В этой проделке вместе с Сен-Люком участвовал Анн де Жуайез; когда обман раскрылся, он выдал Сен-Люка взбешенному королю, и Франсуа должен был немедленно покинуть Париж.